# Rick Nielsen
Pour les articles homonymes, voir Nielsen.
Richard Alan Nielsen (né le 22 décembre 1948) est un musicien, auteur-compositeur-interprète américain, surtout connu comme guitariste soliste, auteur-compositeur et leader du groupe rock américain Cheap Trick. Il est bien connu pour ses nombreuses guitares sur mesure de Hamer Guitars, y compris sa célèbre guitare à cinq manches.

## Biographie

### Carrière
Rick est né dans une famille de musiciens, ses parents étant chanteurs d'opéra. Son père, Ralph Nielsen, a également dirigé des symphonies, des chœurs et enregistré plus de quarante albums solo. Pendant l'adolescence de Rick, la famille possédait un magasin de musique à Rockford, dans l'Illinois, et il a appris à jouer de plusieurs instruments. Après avoir joué de la batterie pendant six ans, Rick a changé de direction, apprenant à jouer de la guitare et des claviers.
Son premier groupe scolaire était The Phaetons, qui a muté en The Grim Reapers (qui a ensuite inclus Tom Petersson dans sa formation). Les Grim Reapers sont devenus Fuse qui a sorti un album studio mal reçu avant de se dissoudre en 1970. Nielsen a rejoint Nazz pendant une courte période (en remplacement de Todd Rundgren) avant de former l'éphémère Sick Man of Europe à Philadelphie en 1972 avec Tom Petersson et le batteur Bun. E. Carlos rejoint peu après. En 1973, Nielsen et Carlos ont formé Cheap Trick. Petersson a rejoint plus tard cette année-là, et Robin Zander a rejoint à l'automne 1974. Nielsen a écrit presque toutes les chansons des premiers albums de Cheap Trick. Nielsen a connu de nombreux moments forts avec Cheap Trick, notamment avec un single américain n ° 1, "The Flame". 

### Rick Nielsen avec John Lennon
Nielsen et Carlos ont été invités à enregistrer une session le 12 août 1980 avec John Lennon pour son prochain album Double Fantasy sur la chanson I'm Losing You. Le producteur Jack Douglas a initialement suggéré que Lennon utilise Cheap Trick comme groupe d'accompagnement pour jouer sur la chanson. Une version a été enregistrée le 12 août 1980 avec le guitariste de Cheap Trick Rick Nielsen et le batteur Bun E. Carlos soutenant Lennon. Ils ont également enregistré une version de "I'm Moving On" de Yoko Ono, qui est la réponse de Yoko à la chanson "I'm Losing You" de John. Lennon a été suffisamment impressionné par leur performance pour qu'il demande à Carlos qu'il souhaitait que Nielsen soit son deuxième guitariste pour une reprise de son classique "Cold Turkey", mais finalement cette version n'a pas été incluse sur Double Fantasy (ni la version de "I'm Moving On"). Les raisons possibles de leurs exclusions sont que la direction de Cheap Trick voulait peut-être trop d'argent, ou que Lennon pensait que les performances étaient plus "lourdes" qu'il ne le voulait. Cependant, lorsque la version Double Fantasy de "I'm Losing You" a été enregistrée, la version avec le soutien de Cheap Trick a été jouée dans les écouteurs des musiciens de session pour les aider à s'inspirer pour leurs propres performances.
Leurs contributions n'apparaissent pas sur l'album Double Fantasy, ne devenant officiellement disponibles qu'en 1998 dans le boitier Anthology sur le 4ième CD  Dakota.

### Apparence
L'apparition sur scène de Nielsen est influencée par Huntz Hall des Bowery Boys ; il porte une casquette à l'ancienne, son visage ressemble à celui de Hall et certaines des singeries de Nielsen sur scène ont été comparées à celles de Hall. Nielsen est également bien connu pour porter un nœud papillon.
L'image de Nielsen s'est éloignée du look caricatural des années 70 au milieu des années 90, quand il arborait une moustache, une barbiche (souvent avec une longue tresse) et des lunettes noires qui lui donnaient un air légèrement sinistre. Cette image a de nouveau changé le 9 mars 2001, lorsqu'il s'est rasé la barbe et la moustache pendant la pause de rappel lors d'un spectacle au Coronado Theatre de sa ville natale de Rockford. Depuis lors, Nielsen a conservé le look rasé de près, ainsi que des costumes de créateurs. À la fin des années 2000, il a recommencé à porter des nœuds papillon sur scène.

### Apparitions à la télévision et au cinéma et émissions de radio
Nielsen a fait d'innombrables apparitions à la télévision et à la radio au fil des ans avec Cheap Trick, dans des émissions musicales du monde entier, ainsi que dans des émissions américaines de fin de soirée avec Conan O'Brien, Jay Leno et David Letterman.
En dehors de Cheap Trick, les crédits de Nielsen incluent son apparition en tant que conducteur de voiture détourné dans le film Disorderlies de 1987. Lui et sa femme sont apparus sur Homes of Note de HGTV au début des années 1990. En 1997, il apparaît dans le documentaire The Big One de Michael Moore. Nielsen est apparu dans un épisode de l'émission American Pickers Season 8, Episode 9 de The History Channel, diffusée à l'origine le 11 mars 2013. L'émission a suivi le format standard avec les deux stars de l'émission, Mike Wolfe et Frank Fritz, choisissant les différentes unités de stockage de Nielsen. plein d'articles qu'il a acquis au fil de ses années de tournée.
Le 6 avril 2013, Nielsen est apparu dans un épisode de Wait Wait ... Don't Tell Me!, en tant qu'invité sur le segment intitulé "Not My Job".
En 2013, Nielsen est apparu dans le documentaire Sound City de Dave Grohl. En 2014, il est apparu dans le premier épisode de Foo Fighters : Sonic Highways, qui se concentrait sur la ville de Chicago. Le 17 octobre 2014, Nielsen est apparu dans l'émission Late Show de CBS avec David Letterman, jouant avec les Foo Fighters.
En 2016, Nielsen a fait une apparition dans le 75e épisode de Live from Daryl's House avec Robin Zander et Tom Petersson. L'épisode a été diffusé le 5 mai sur MTV Live et le 15 mai sur LFDH.com.

### Travail avec d'autres artistes
Rick a participé à des albums d'artistes tels que Glen Campbell, Buck Satan and the 666 Shooters, The Yardbirds, John Lennon, Hall & Oates ("Alley Katz" du LP Along the Red Ledge), Mötley Crüe, Foo Fighters, Miles Nielsen & the Rusted Hearts, Alice Cooper, Gene Simmons, Material Issue, House of Lords, Hanson et d'autres, tandis que des chansons écrites par Nielsen ont été enregistrées par des artistes tels que Rick Derringer et House of Lords.

### Autres
Rick a exposé 34 de ses guitares lors d'une exposition gratuite "Customized Culture - Cars, Guitars, and Lowbrow Art" au Rockford Art Museum, à Rockford, Illinois en février et avril 2002.
Le 23 avril 2012, Nielsen et le conseil d'administration du Burpee Museum of Natural History de Rockford ont dévoilé les plans de "Rick's Picks: A Lifelong Affair with Guitars and Music", une exposition ambitieuse présentant les passions de Nielsen pour les guitares, la musique et le rock & roll. L'exposition s'est déroulée du 11 août 2012 au 14 avril 2013, attirant des gens du monde entier. Les visiteurs ont pu voir une énorme collection de guitares Nielsen, d'objets personnels, de vêtements de scène et de souvenirs Cheap Trick, et écouter du matériel audio rare. 
Nielsen s'implique largement dans la communauté locale de sa ville natale de Rockford, par exemple, en étant impliqué dans la fondation caritative Rockford Icehogs. De plus, il était un partisan majeur de la rénovation du théâtre Coronado, et un siège de balcon est recouvert d'un damier noir et blanc en son honneur.
Nielsen est copropriétaire de la brasserie Piece de Chicago et de la pizzeria gastronomique.
Rick Nielsen est un célèbre copropriétaire de ROCK'N Vodka. ROCK'N Vodka s'est également associé à Rick Nielson, Josh Bilicki et Insurance King au Daytona International Speedway le 15 août 2020 où Bilicki a conduit la voiture Insurance King et ROCK'N Vodka pendant le Daytona Road Course et s'est classé 12e.